# Big Joe Turner
Joseph Vernon "Joe" Turner, Jr., mest känd som Big Joe Turner, född 18 maj 1911 i Kansas City, Missouri, död 24 november 1985 i Inglewood, Kalifornien, var en amerikansk sångare. Enligt låtskrivaren Doc Pomus skulle Rock and rollen aldrig ha uppstått utan hans medverkan.

## Karriär
Turners långvariga partnerskap med boogie-woogiepianisten Pete Johnson var kanske det mest givande. 1939 kom andra boogie spelare som Albert Ammons och Meade Lux Lewis in i bilden.
Turner gjorde ett stort antal skivinspelningar, inte bara med Johnson utan även med pianister som Art Tatum och Sammy Price och med olika mindre jazzensembler. Han deltog dessutom i fredliga "Battles of the Blues" med Wynonie Harris och T-Bone Walker.
Senare kom han också att arbeta med den tyske boogie-woogiepianisten Axel Zwingenberger.
Turner var en inflytelserik blues- och rhythm and blues-sångare, som rönte sin största framgång, då han spelade in vägbanande rock and roll-singlar i början av 1950-talet. Hans mest kända låt är troligtvis bluestolvan "Shake, Rattle and Roll" från 1954. Bland andra hitlåtar kan nämnas "Honey Hush" (1953) och "Flip, Flop and Fly" (1955).
Big Joe Turner blev invald i Rock and Roll Hall of Fame 1987.